# أنيس الجليس (مجلة)
مجلة أنيس الجليس كانت مجلة نسائية شهرية تصدر في الإسكندرية منذ 1898م حتى سنة 1907م. أسَّست المجلة ألكسندرا أڤيرينو كما عملت على تحريرها. كان المساهمين فيها من الجنسين إلا أن غالبيتهم كانوا من الرجال.